# Таёжный исполком
«Таежный исполком» — областной исполнительный комитет Советов рабочих, крестьянских и солдатских депутатов, избранный в декабре 1919 года на VII съезде трудящихся Амурской области в селе Ромны.

## Общая информация
Был создан как временный орган советской власти с функциями высшего военного органа, которому были подчинены партизанские силы области. Был преемником ОВПС и объединял все его отделы. Для руководства военными действиями партизанских сил был выделен главком партизанской армии с приданными ему штабными учреждениями. При исполкоме действовали следственная часть и ревтребунал. Власть исполкома распространялась на освобожденные партизанами районы, где функционировали районные исполкомы, волостные и сельские революционные комитеты.
«Таежный исполком» возглавил борьбу за изгнание из Амурской области интервентов и белогвардейцев.

## Состав
В состав «Таежного исполкома» на съезде были избраны 19 человек, представлявших 1-3 партизанские районы. Для представителей 4 района (его делегаты были захвачены японским карательным отрядом) было зарезервировано 6 мест.
В «Таежный исполком» в разное время входили С.С. Шилов (председатель), А.С. Обиденко (секретарь), Ф.С. Филиппов, К.И. Бреус, И.Г. Безродных, М.Н. Атавин, Е.Я. Воропаев, И.Ф. Масич, И.Ф. Матвеев. Главкомом был избран И.Г. Безродных, его заместителем — А.М. Мельников.

## Решения «Таежного исполкома»
С декабря 1919 года по решению Амурского областного военно-полевого коллектива и «Таежного исполкома» стала издаваться партизанская газета «Красный клич». Её последний, четвертый, номер вышел 7 февраля 1920 года. На следующий день, 8 февраля, в занятом партизанскими войсками Благовещенске увидела свет газета «Амурская правда» — прямая правопреемница «Красного клича».